# Campeonato Brasileiro de Clubes de Futebol de Areia de 2017
O Campeonato Brasileiro de Clubes de Futebol de Areia de 2017 foi a segunda edição deste torneio clubes de futebol de areia do Brasil. A disputa ocorreu na Praia do Gonzaga em Santos, São Paulo. A competição contou com oito equipes de seis estados. O campeão representou o país na primeira edição da Copa Libertadores de Futebol de Areia, que foi realizada no mesmo local entre 9 e 15 de janeiro de 2017. O torneio seria disputado em dezembro de 2016, porém, foi adiado pela Confederação de Beach Soccer do Brasil (CBSB) em respeito às 71 vítimas da tragédia da Chapecoense ocorrido em 29 de novembro de 2016 na Colômbia.
Vasco da Gama derrota o Sampaio Corrêa na final, conquista o título pela primeira vez e a vaga na Copa Libertadores.

## Fórmula de disputa
As oito equipes divididas em dois grupos de quatro equipes jogam entre si em turno único dentro de cada grupo. O primeiro de cada grupo classifica-se diretamente à Final. Enquanto os segundos melhores classificados disputam a terceira colocação, os terceiros disputam a quinta colocação e os quartos disputam a sétima colocação.

### Critério de desempate
1. Confronto direto
2. Maior saldo de gols
3. Maior número de gols pró (marcados)

## Participantes
| Grupo A                                | Grupo B                                |
| -------------------------------------- | -------------------------------------- |
| Avaí Botafogo Fluminense Vasco da Gama | Grêmio Rio Branco Sampaio Corrêa Sport |

## Primeira Fase
|  | Equipe classificada à Final |
|  | Equipes eliminadas          |

### Grupo A

#### Classificação
| Time       | P | J | V | V+ | D | GP | GC | SG |
| ---------- | - | - | - | -- | - | -- | -- | -- |
| Vasco      | 6 | 3 | 2 | 0  | 1 | 17 | 14 | +3 |
| Botafogo   | 6 | 3 | 2 | 0  | 1 | 13 | 13 | 0  |
| Fluminense | 5 | 3 | 1 | 1  | 1 | 14 | 12 | +2 |
| Avaí       | 0 | 3 | 0 | 0  | 3 | 18 | 23 | –5 |

#### Resultados
| Quinta-feira, 5 de janeiro | Fluminense | 8 – 5     | Avaí | Arena da Praia do Gonzaga, Santos |
| 10:00                      |            | Relatório |      |                                   |

| Quinta-feira, 5 de janeiro | Vasco | 5 – 3     | Botafogo | Arena da Praia do Gonzaga, Santos |
| 13:45                      |       | Relatório |          |                                   |

| Sexta-feira, 6 de janeiro | Avaí | 7 – 8     | Vasco | Arena da Praia do Gonzaga, Santos |
| 11:15                     |      | Relatório |       |                                   |

| Sexta-feira, 6 de janeiro | Botafogo | 3 – 2     | Fluminense | Arena da Praia do Gonzaga, Santos |
| 13:45                     |          | Relatório |            |                                   |

| Sábado, 7 de janeiro | Botafogo | 7 – 6     | Avaí | Arena da Praia do Gonzaga, Santos |
| 11:45                |          | Relatório |      |                                   |

| Sábado, 7 de janeiro | Vasco | 4 – 4 (pro) | Fluminense | Arena da Praia do Gonzaga, Santos |
| 13:00                |       | Relatório   |            |                                   |

|  |       | Penalidades |
|  | 2 – 3 |             |

### Grupo B

#### Classificação
| Time           | P | J | V | V+ | D | GP | GC | SG  |
| -------------- | - | - | - | -- | - | -- | -- | --- |
| Sampaio Corrêa | 9 | 3 | 3 | 0  | 0 | 18 | 7  | +11 |
| Rio Branco     | 6 | 3 | 2 | 0  | 1 | 14 | 10 | +4  |
| Sport          | 3 | 3 | 1 | 0  | 2 | 11 | 16 | –5  |
| Grêmio         | 0 | 3 | 0 | 0  | 3 | 7  | 17 | –10 |

#### Resultados
| Quinta-feira, 5 de janeiro | Sport | 4 – 3     | Grêmio | Arena da Praia do Gonzaga, Santos |
| 11:15                      |       | Relatório |        |                                   |

| Quinta-feira, 5 de janeiro | Sampaio Corrêa | 4 – 2     | Rio Branco | Arena da Praia do Gonzaga, Santos |
| 12:30                      |                | Relatório |            |                                   |

| Sexta-feira, 6 de janeiro | Rio Branco | 6 – 2     | Grêmio | Arena da Praia do Gonzaga, Santos |
| 10:00                     |            | Relatório |        |                                   |

| Sexta-feira, 6 de janeiro | Sampaio Corrêa | 7 – 3     | Sport | Arena da Praia do Gonzaga, Santos |
| 12:30                     |                | Relatório |       |                                   |

| Sábado, 7 de janeiro | Sport | 4 – 6     | Rio Branco | Arena da Praia do Gonzaga, Santos |
| 9:15                 |       | Relatório |            |                                   |

| Sábado, 7 de janeiro | Grêmio | 2 – 7     | Sampaio Corrêa | Arena da Praia do Gonzaga, Santos |
| 10:30                |        | Relatório |                |                                   |

## Fase Final

### Disputa pelo 7º lugar
| Domingo, 8 de janeiro | Avaí | 1 – 3 | Grêmio | Arena da Praia do Gonzaga, Santos |
| 9:00                  |      |       |        |                                   |

### Disputa pelo 5º lugar
| Domingo, 8 de janeiro | Fluminense | 7 – 5 | Sport | Arena da Praia do Gonzaga, Santos |
| 10:15                 |            |       |       |                                   |

### Disputa pelo 3º lugar
| Domingo, 8 de janeiro | Botafogo | 11 – 3 | Rio Branco | Arena da Praia do Gonzaga, Santos |
| 11:30                 |          |        |            |                                   |

### Final
| Domingo, 8 de janeiro | Vasco | 5 – 1     | Sampaio Corrêa | Arena da Praia do Gonzaga, Santos |
| 13:00                 |       | Relatório |                |                                   |

## Premiações
| Campeonato Brasileiro de Clubes de Futebol de Areia 2017 |
| ￼￼                                                       |
| -------------------------------------------------------- |
| ￼Vasco da Gama Campeão (1º título)                       |

### Prêmios individuais
| Melhor Jogador                  | Melhor Jogador | Melhor Jogador |
| ------------------------------- | -------------- | -------------- |
| Mauricinho ( Vasco da Gama)     |                |                |
| Artilheiro                      |                |                |
| Bryan ( Botafogo)               |                |                |
| 7 gols                          |                |                |
| Melhor Goleiro                  |                |                |
| Rafael Padilha ( Vasco da Gama) |                |                |

## Classificação final
| Pos. | Time           |
| ---- | -------------- |
| 1º   | Vasco da Gama  |
| 2º   | Sampaio Corrêa |
| 3º   | Botafogo       |
| 4º   | Rio Branco     |
| 5º   | Fluminense     |
| 6º   | Sport          |
| 7º   | Grêmio         |
| 8º   | Avaí           |